# Koskikeskus
Koskikeskus (en français : Koskikeskuksen kaupunginosa) est un  quartier du district de Tuira de la ville d'Oulu en Finlande.

## Description
Le quartier de Koskikeskus est composé d'un ensemble d'île dans l'estuaire du fleuve Oulujoki.
Les îles sont Toivoniemi, Linnansaari, Raatinsaari et Kuusisaari.
Le plan du quartier est conçu par Alvar Aalto.
Le quartier compte 628 habitants (31.12.2018).

## Galerie

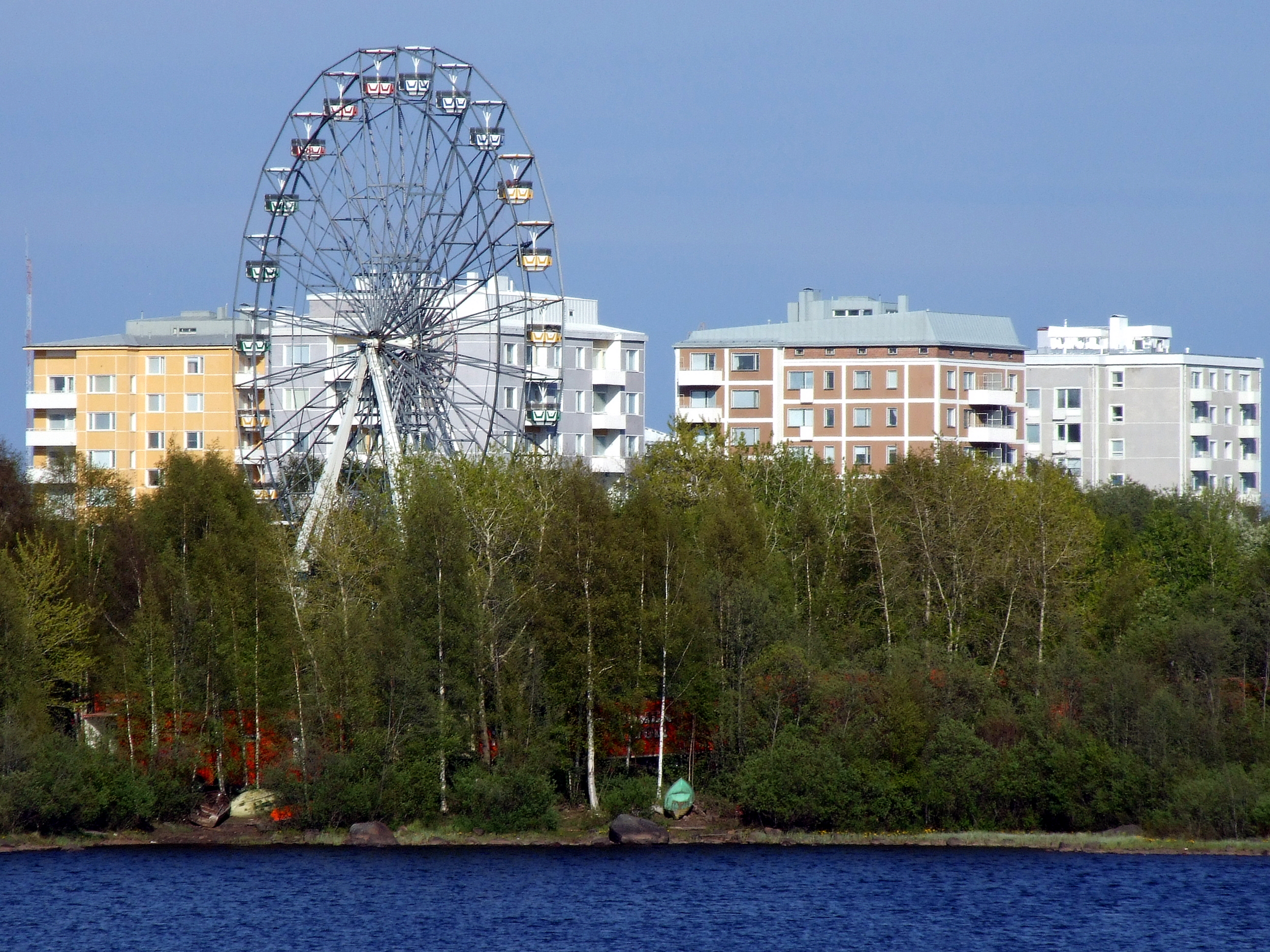
Grande roue du parc Rivoli.
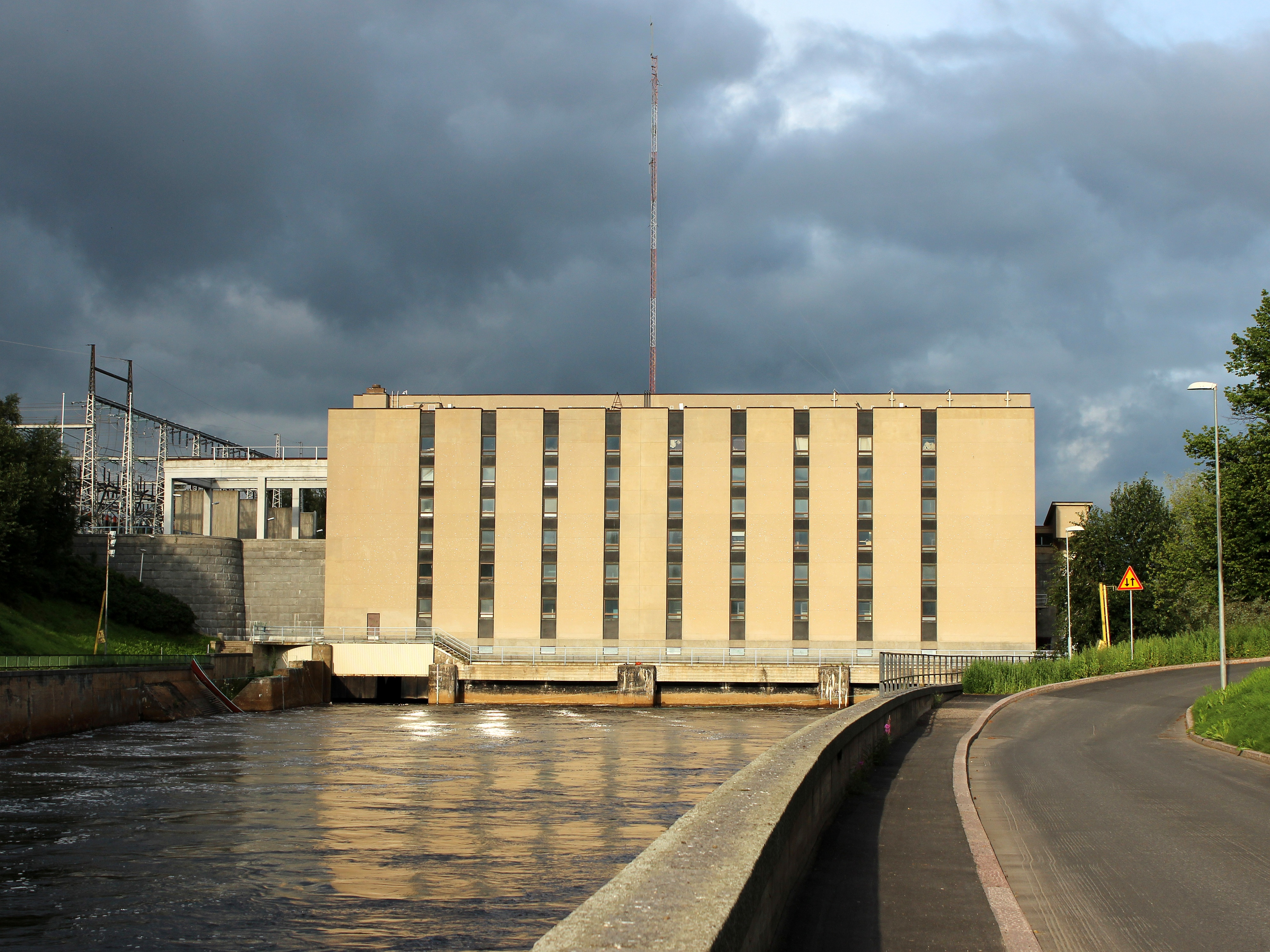
Centrale hydroélectrique de Merikoski
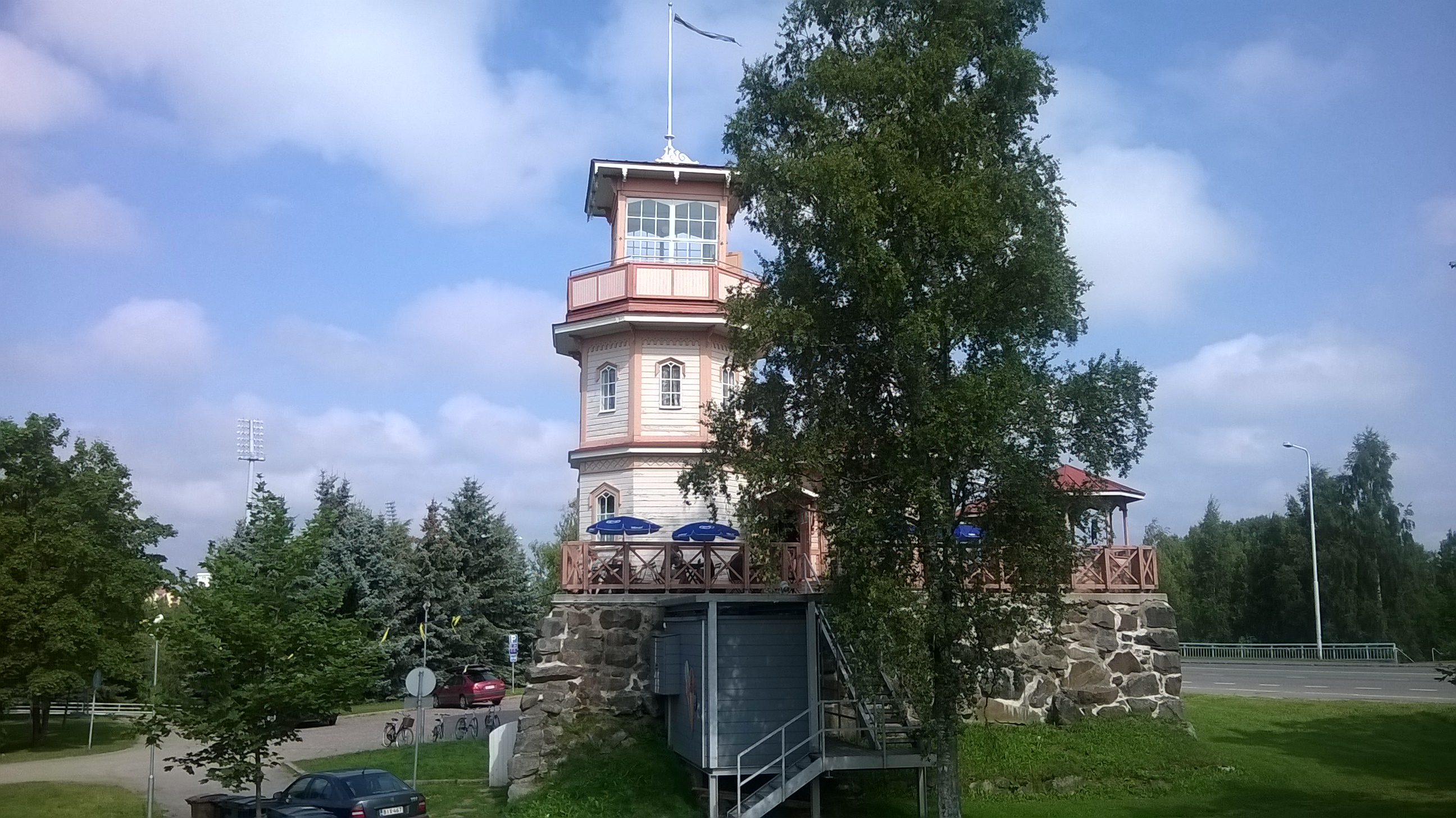
Tour aux étoiles.
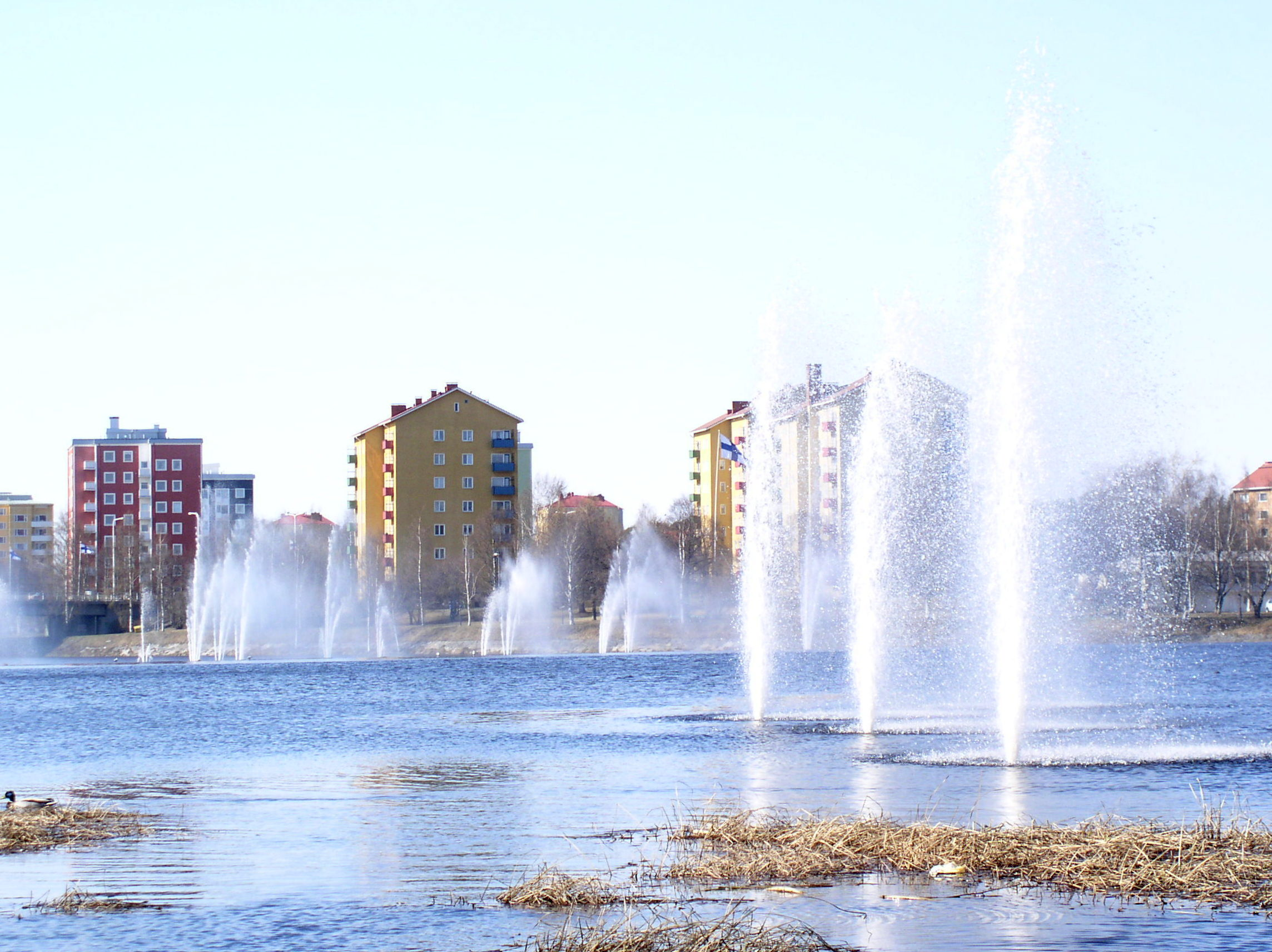
Fontaines.